# Aeroportul Playón Chico
Aeroportul Playón Chico (IATA: PYC) este un aeroport din Guna Yala, Panama ce deservește zona Ukupseni⁠(d).
Situat la o altitudine de 32 m, aeroportul dispune de o singură pistă.